# ウィンクラー郡 (テキサス州)
ウィンクラー郡（ウィンクラーぐん、英: Winkler County）は、アメリカ合衆国テキサス州の西部に位置する郡である。2010年国勢調査での人口は7,110人であり、2000年の7,173人から0.9%減少した。郡庁所在地はカーミット市（人口5,708人）であり、同郡で人口最大の都市でもある。郡名はアメリカ連合国軍の大佐だったクリントン・M・ウィンクラーに因んで名付けられた。
シンガー・ソングライターのロイ・オービソンは郡内ウィンクの町で育った。
テキサス州の歴史家J・エベッツ・ヘイリーの父が設立した広大なヘイリー牧場が郡内にあり、また隣接するラヴィング郡にも飛び地がある。

## 歴史
ウィンクラー郡となった地域の最初の住人はアナサジ族インディアンであり、西暦900年頃に移住してきており、その生存した証拠として陶器を残している。インディアンは、砂丘の間の池や地下水を掘ることで容易に得られる水が要因でこの地域に入ってきた。アメリカ軍の遠征隊がこの地域に入ってきたのは19世紀後半になろうという時だった。1849年9月25日、ランドルフ・B・マーシー大尉が部下を率いてこの地域に入り、カリフォルニア州に通じる荷車道のルートを探した。1854年、ジョン・ポープ名誉大尉がウィンクラー郡とニューメキシコ州を分ける北緯32度線を調査し、鉄道建設の可能性を探った。
1875年6月29日、ウィリアム・R・シャフター大佐が81名の将兵を率いてコマンチ族インディアンを追い、郡内に入った。これはラナルド・S・マッケンジー大佐が行った地域からインディアンを追い出す作戦の一部だった。1876年までにコマンチ族の脅威は排除され、地域は白人開拓者に開放された。1881年、テキサス・アンド・パシフィック鉄道が隣接するワード郡内を通り、地域へのアクセスが容易になった。交通の便が良くなり、砂丘以外の土地は背の高い草で覆われており、また良い水も得られたので、広大な牧場の適地になった。数人の牧畜家が無料の土地を生かして大牧場を開いた。初期の牧場主の中にはジョン・アバリー、J・J・ドレイパー、およびドック、トム、ウォルターのカウデン兄弟がいた。
1887年2月26日、トムグリーン郡の一部からウィンクラー郡が創設され、郡名はアメリカ連合国軍の大佐だったクリントン・M・ウィンクラーに因んで名付けられた。
1890年時点で、郡内には全て白人で11人の男性と7人の女性が住んでいた。1900年、テキサス州は土地の無料利用を止め、役人を西テキサスに派遣して公有地を使用している牧場主から賃借料を集めた。1900年の国勢調査では、12の牧場があり、その面積は67,537エーカー (270 km2)、牛は11,982頭おり、4人の所有者と8人の非経営者によって運営されていた。郡の人口は60人だった。1901年から1905年、州法では西テキサスでのアルコール販売を認めていた。寛大な信用条件で4区画の土地を購入できたので、ウィンクラー郡など西テキサスの郡では、新しい開拓者が入ってくるにつれて、学校用地のブームが起こった。1905年、法が改正され、土地は最高値を付けた者に分譲されるようになったが、それでも新参者が入り続けた。新しい住人のために、1908年4月3日にはデュバルの町に郵便局が開設された。それはジョン・ハウ牧場の中にあり、後の郡庁所在地カーミットの西1.5マイル (2.4 km) にあった。デュバルの町の区画が広く宣伝され、デュバルは郡庁所在地の指定を求めてカーミットと争った。カーミットの町の開発者が土地を無償で提供したので、郡民はカーミットを郡庁所在地に選んだ。カーミットとの競争に敗れたデュバルは衰退し、郵便局は1910年に閉鎖された。他にも郵便局はジョイエルで1908年から1910年まで、セオドアでは1909年から1912年まで開設されていた。1910年、カーミットとヘイフラットに郵便局が開設された。1910年にはヘイフラットに学校が建設され、1913年にカーミットの学校と統合されるまで続いた。ヘイフラットの郵便局は1913年に閉鎖された。1910年4月5日、ウィンクラー郡が組織化された。
1908年アメリカ合衆国大統領選挙で、ウィンクラー郡は民主党候補のウィリアム・ジェニングス・ブライアンを支持した。1910年国勢調査は1901年以降の学校用地ブームを反映していた。郡人口は442人となり、そのうち2人がヨーロッパ生まれで、1人が黒人だった。農園の数は128に上り、主に所有者が運営していた。1910年まで農園の数は増加したが、農地230エーカー (0.92 km2) に少量の干し草とトウモロコシが栽培されていた。牛は1万頭以上、羊は4,000頭近くおり、農夫は農耕よりも牧畜を主とする者だった。1916年に干ばつに襲われ、学校用地ブームの間に郡に入ってきた多くの家族が農園を諦め、他所へ移住した。1920年時点では郡内人口は僅か81人だった。27の農場が残っていた。
牛の数は13,000頭近くに増加したが、他の家畜は減少した。干し草や穀物の栽培用地は76エーカー (0.30 km2) のみであり、僅かな生産量だった。干ばつが1926年まで続いたので、人口は減り続けた。カーミットにあった公立学校や郵便局は1924年から1926年まで郡庁舎に収容され、残っていた郡民の用に供された。
1926年7月16日、ウィンクラー郡の中央、トマス・G・ヘンドリックとアダ・ヘンドリックが所有する牧場で、ロイ・ウェストブルック社が持ち込んだヘンドリック1号井戸で石油が発見された。その石油景気で郡南西部、カーミットの南西7マイル (11 km) にウィンクの町が作られた。人口が急増して住宅が不足し、新参者は主にウィンクでテントやにわか造りの建物に住むことを強いられた。この好景気で幾つかの小さな、また短命の町が出現した。1927年8月20日、郡南部のタルサで郵便局が開設されたが、ブームに乗り遅れて1929年には閉鎖された。ウィンクの南西1.5マイル (2.4 km) にはブルックフィールドの町ができた。この町にはホテルが1軒、店舗が数戸、さらにはダンスホールまで幾つかあった。ウィンクが成長するとブルックフィールドは衰退した。カーミットの北9マイル (14 km) にはシャイアンの町ができた。1929年から1944年までここで郵便局が開設されていたが、それが閉鎖されるずっと前に町は萎んでいた。シャイアンの西5マイル (8 km) にはレックの町が造られた。この町には短期間幾つかの企業と住宅があったが、間もなく消失した。1930年までに、石油ブームによって人口は6,784人にまでなった。石油の影響とそれ以前の干ばつのために農産物の栽培は減り続けた。25の農園が、14人の所有者と11人の賃借人によって運営されていたが、1930年の種まきは記録されていない。家畜の数と価値は減ったが、それでも牛は11,000頭いた。1940年までに人口は6,141人に減った。25の農園が平均して22,700エーカー (91 km2) あり、14人の所有者と11人の賃借人によって運営されていた
1950年までに人口は10.064人まで急上昇した。1950年代、農業では牧畜が支配的だった。1954年、36農園、広さは620,000エーカー (2,480 km2) が運営されていたが、農産物の栽培には500エーカー (2 km2) 足らずが当てられているだけだった。1959年に農産物6万米ドルを産出したが、農産物が記録された最後の年になった。家畜の価値は1969年に125万米ドルになったが、1982年には100万ドルまで低下した。1960年の人口が過去最高となる13,652人だった。1970年までに西テキサスの石油産業は衰退を始め、人口は9,640人まで減少した。
1912年から1948年のウィンクラー郡は民主党の地盤だったが、1950年代は共和党のドワイト・D・アイゼンハワーが郡を制した。民主党大統領候補は1960年と1964年の選挙を制したが、1968年から1992年までは共和党候補が勝利した。1980年までに西テキサスでは石油ブームが再来して掘削活動が大きく増加し、ブルーカラー人口が増加した。1980年代初期に石油産業はまた衰退を始め、人口は52.9%に落ちた。1990年郡人口は8,626人となり、そのうち3,172人はヒスパニック系だった。住人の大半はカーミット（6,875人）とウィンク（1,189人）の町に住んでいた。1990年代初期のウィンクラー郡は石油と牧畜の郡として続いていた。

## 地理
アメリカ合衆国国勢調査局に拠れば、郡域全面積は841平方マイル (2,179 km2)であり、事実上全て陸地である。気候は概して乾燥し、春と夏には暑い。大陸アメリカ合衆国の中で日中の最高気温は、郡内のペコス川に近い低標高地で記録されることが多い。特に4月から6月が顕著である。

### 主要高規格道路
- テキサス州道18号線
- テキサス州道115号線
- テキサス州道302号線

### 隣接する郡
- アンドリューズ郡 - 北東
- エクター郡 - 東
- ワード郡 - 南
- ラヴィング郡 - 西
- リー郡 (ニューメキシコ州) - 北西

### 空港
ウィンクラー郡空港はウィンク市の北西3マイル (5 km) にある。

## 人口動態
以下は2000年の国勢調査による人口統計データである。
| 基礎データ - 人口: 7,173人 - 世帯数: 2,584 世帯 - 家族数: 1,969 家族 - 人口密度: 3人/km2（8人/mi2） - 住居数: 3,214軒 - 住居密度: 1軒/km2（4軒/mi2） 人種別人口構成 - 白人: 74.81% - アフリカン・アメリカン: 1.85% - ネイティブ・アメリカン: 0.45% - アジア人: 0.20% - その他の人種: 20.35% - 混血: 2.34% - ヒスパニック・ラテン系: 44.00% 年齢別人口構成 - 18歳未満: 29.8% - 18-24歳: 8.7% - 25-44歳: 26.1% - 45-64歳: 21.0% - 65歳以上: 14.3% - 年齢の中央値: 35歳 - 性比（女性100人あたり男性の人口） - 総人口: 96.4 - 18歳以上: 93.7 | 世帯と家族（対世帯数） - 18歳未満の子供がいる: 39.2% - 結婚・同居している夫婦: 61.8% - 未婚・離婚・死別女性が世帯主: 10.1% - 非家族世帯: 23.8% - 単身世帯: 21.7% - 65歳以上の老人1人暮らし: 11.3% - 平均構成人数 - 世帯: 2.72人 - 家族: 3.18人 収入と家計 - 収入の中央値 - 世帯: 30,591米ドル - 家族: 34,021米ドル - 性別 - 男性: 31,140米ドル - 女性: 18,967米ドル - 人口1人あたり収入: 13,725米ドル - 貧困線以下 - 対人口: 18.7% - 対家族数: 14.4% - 18歳未満: 25.0% - 65歳以上: 16.8% |

## 都市と町
- カーミット - 郡庁所在地
- モナハンズ、大半はワード郡
- ウィンク